# USS Chicago (CA-29)
USS Chicago (CA-29) là một tàu tuần dương hạng nặng của Hải quân Hoa Kỳ, là chiếc thứ tư trong lớp Northampton, và là chiếc tàu chiến thứ hai của Hải quân Mỹ được đặt cái tên này theo tên của thành phố Chicago thuộc tiểu bang Illinois. Nó đã phục vụ tại Thái Bình Dương khi Chiến tranh Thế giới thứ hai nổ ra tại đây, và sau khi sống sót qua cuộc tấn công bởi tàu ngầm bỏ túi Nhật Bản tại cảng Sydney, và hoạt động trong các trận biển Coral và đảo Savo trong năm 1942, nó bị ngư lôi ném từ máy bay Nhật đánh chìm trong trận chiến đảo Rennell tại quần đảo Solomon vào ngày 30 tháng 1 năm 1943. Chicago được tặng thưởng ba Ngôi sao Chiến trận do thành tích phục vụ trong Thế Chiến II.

## Thiết kế và chế tạo
Vốn vẫn bị hạn chế về trọng lượng choán nước và cỡ pháo bởi Hiệp ước Hải quân Washington, nhưng mang nhiều đặc tính cải tiến so với lớp Pensacola dẫn trước, lớp Northampton mang chín khẩu pháo 8 in (200 mm) trên ba tháp pháo ba nòng, gồm hai phía mũi và một phía đuôi. Đây là cách sắp xếp tối ưu mà sau này được tiếp nối bởi mọi lớp tàu tuần dương hạng nặng khác của Hoa Kỳ.
Chicago được đặt lườn như là chiếc CL-29 tại Xưởng hải quân Mare Island, Vallejo, California vào ngày 4 tháng 7 năm 1928. Nó được hạ thủy vào ngày 10 tháng 4 năm 1930, được đỡ đầu bởi cô Elizabeth Britten, em gái Hạ Nghị sĩ Frederick A. Britten của tiểu bang Illinois. Con tàu được cho nhập biên chế vào ngày 9 tháng 3 năm 1931 dưới quyền chỉ huy của hạm trưởng, Đại tá Hải quân Manley Hale Simons.

## Lịch sử hoạt động

### Những năm giữa hai cuộc thế chiến
Đang khi thực hiện chuyến đi chạy thử máy kéo dài đến tận Honolulu, Tahiti và Samoa thuộc Mỹ, con tàu được xếp lại lớp thành một tàu tuần dương hạng nặng với ký hiệu lườn CA-29 vào ngày 1 tháng 7 năm 1931 theo quy ước mới của Hiệp ước Hải quân London. Chicago rời Xưởng hải quân Mare Island vào ngày 27 tháng 7 năm 1931 hướng sang Bờ Đông Hoa Kỳ, đi đến vịnh Fort Pond, New York, vào ngày 16 tháng 8. Tại đây, nó trở thành soái hạm của Tư lệnh Hải đội Tuần dương của Lực lượng Tuần tiễu, và hoạt động cùng với đơn vị này cho đến năm 1940.
Vào tháng 2 năm 1932, Chicago tiến hành thực tập tác xạ cùng các con tàu khác của Lực lượng Tuần Tiễu trước khi tiến hành tập trận Vấn đề Hạm đội XIII ngoài khơi bờ biển California. Từ đó, hạm đội đặt căn cứ tại khu vực Bờ Tây Hoa Kỳ, và cho đến năm 1934 hoạt động tại Thái Bình Dương trải dài từ Alaska đến khu vực kênh đào Panama và quần đảo Hawaii.

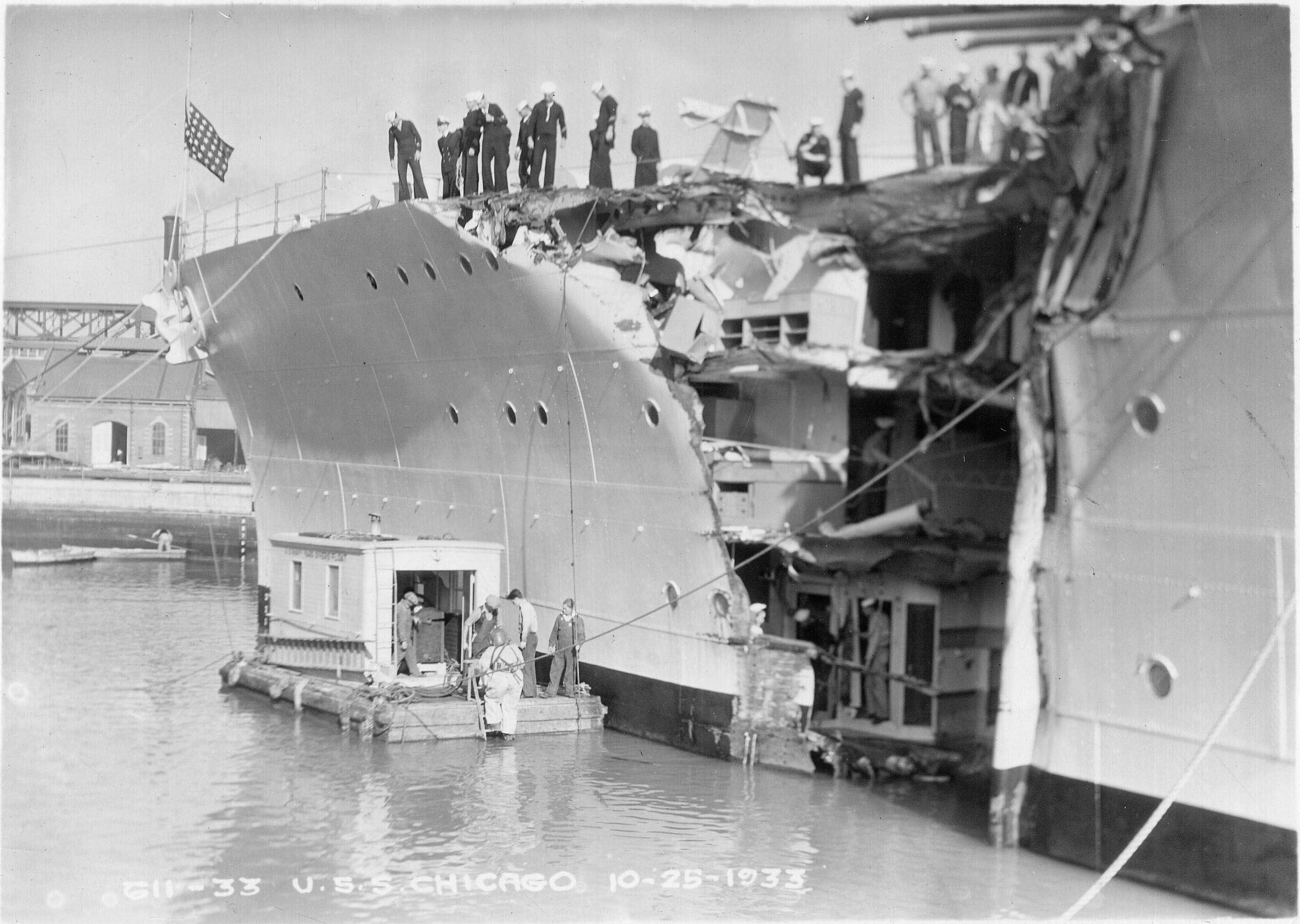
USS Chicago trong Xưởng hải quân Mare Island, ngày 25 tháng 10, 1933, bị hư hại sau tai nạn va chạm với tàu chở hàng Anh Silver Palm

Vào ngày 24 tháng 10 năm 1933, trong hoàn cảnh sương mù ngoài khơi Point Sur, California, Chicago mắc tai nạn va chạm với tàu chở hàng Anh Silver Palm. Ba sĩ quan bên trên Chicago đã thiệt mạng do tai nạn, cùng một thủy thủ bị gảy tay. Silver Palm đã đâm xuyên qua mũi chiếc tàu tuần dương bên mạn trái khoảng 18 ft (5,5 m), phía trước tháp pháo số 1. Thiệt hại do tai nạn được ước lượng khoảng 200.000 Đô la vào lúc đó. Con tàu được sửa chữa tại Xưởng hải quân Mare Island, và rời xưởng tàu vào ngày 24 tháng 3.
Vào năm 1934, cuộc tập trận hạm đội hàng năm được tổ chức tại vùng biển Caribbe, được tiếp nối trong tháng 5 năm 1934 bằng cuộc Duyệt binh Hạm đội Tổng thống tại Cảng New York. Lực lượng Tuần tiễu hoạt động dọc theo Bờ Đông và khu vực Caribbe cho đến tháng 10 trước khi quay về căn cứ của chúng tại San Pedro, California. Chicago là một trong số sáu tàu chiến được trang bị kiểu radar mới RCA CXAM vào năm 1940. Chicago tiếp tục hoạt động ngoài khơi San Pedro cho đến ngày 29 tháng 9 năm 1940, khi nó khởi hành đi Trân Châu Cảng.
Trong 14 tháng tiếp theo, Chicago hoạt động ngoài khơi Trân Châu Cảng, thực tập cùng với nhiều lực lượng khác nhau nhằm phát triển chiến thuật và đội hình tuần dương, thực hiện những chuyến đi đến Australia và vùng Bờ Tây Hoa Kỳ.

### Mở màn chiến tranh thế giới thứ hai

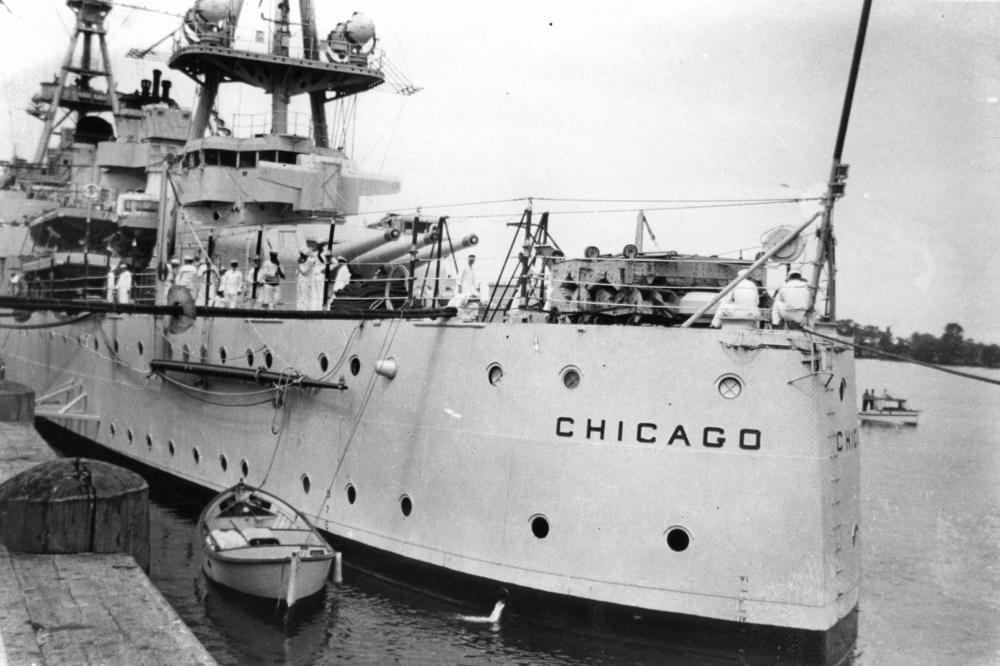
USS Chicago đang neo đậu tại Brisbane, tháng 3 năm 1941

Vào lúc xảy ra cuộc tấn công Trân Châu Cảng ngày 7 tháng 12 năm 1941, Chicago đang ở ngoài biển cùng với Lực lượng Đặc nhiệm 12, đã lập tức tiến hành một đợt truy tìm càn quét kéo dài năm ngày trong khu vực tam giác Oahu-Johnston-Palmyra tìm cách đánh chặn đối phương. Lực lượng này quay trở về Trân Châu Cảng vào ngày 12 tháng 12; và sau đó Chicago hoạt động cùng với Lực lượng Đặc nhiệm 11 trong nhiệm vụ tuần tra truy quét từ ngày 14 đến ngày 27 tháng 12.
Ngày 2 tháng 2 năm 1942, Chicago rời Trân Châu Cảng hướng đến vịnh Suva nơi nó tham gia Hải đội ANZAC mới được thành lập, sau này được đổi tên thành Lực lượng Đặc nhiệm 44. Trong tháng 3 và tháng 4, chiếc tàu tuần dương hoạt động ngoài khơi quần đảo Louisiade, hỗ trợ cho các cuộc đổ bộ lên Lae và Salamaua thuộc New Guinea. Ở một vị trí chiến lược có thể đánh chặn các đơn vị tàu nổi đối phương mưu toan tấn công cảng Moresby, Chicago còn hỗ trợ cho cuộc đổ quân của lực lượng Mỹ xuống New Caledonia.
Ngày 1 tháng 5, Chicago được lệnh đi đến Nouméa gia nhập lực lượng Tây Nam Thái Bình Dương, và vào ngày 4 tháng 5, nó hỗ trợ cho tàu sân bay Yorktown tiến hành không kích lực lượng Nhật Bản tại Tulagi thuộc quần đảo Solomon trong trận chiến biển Coral. Vào ngày 7 tháng 5, chiếc tàu tuần dương cùng với Lực lượng Hỗ trợ đã đánh chặn lực lượng Nhật Bản dự tính đổ bộ lên cảng Moresby. Ngày hôm sau, lực lượng chịu đựng nhiều cuộc không kích ác liệt, trong đó Chicago chịu đựng nhiều thương vong do hỏa lực càn quét, nhưng vẫn có thể đẩy lui máy bay đối phương và tiếp tục cuộc tấn công cho đến khi lực lượng tàu nổi Nhật Bản phải rút lui.

### Bị tấn công tại cảng Sydney
Trong đêm 31 tháng 5-1 tháng 6, trong khi ở lại trong cảng Sydney tại Australia, Chicago đã nổ súng tấn công tàu ngầm bỏ túi Nhật Bản. Hạm trưởng của Chicago, Howard D. Bode, đang ở trên bờ khi con tàu của ông nổ súng, và thoạt tiên tỏ vẻ hoài nghi. Sau khi quay trở lại tàu, ông buộc tội các sĩ quan trên tàu đã uống rượu, cho đến khi sự hiện diện của tàu ngầm đối phương được xác nhận. Trong đêm đó, ba tàu ngầm bỏ túi được tung ra từ các tàu ngầm mẹ đã tìm cách lọt vào cảng Sydney. Một chiếc vướng vào lưới chống tàu ngầm ở lối ra vào, hai chiếc lọt qua được trong đó một chiếc bị hư hại bởi mìn sâu và chiếc kia tìm cách phóng hai quả ngư lôi nhắm vào Chicago. Một quả ngư lôi trượt qua phía mũi Chicago trước khi đánh trúng và phá hủy chiếc tàu phà HMAS Kuttabul neo đậu gần đó, làm 21 người trên tàu thiệt mạng. Quả ngư lôi thứ hai không phát nổ và trượt lên bờ ở đảo Garden, New South Wales.

### Trận chiến đảo Savo

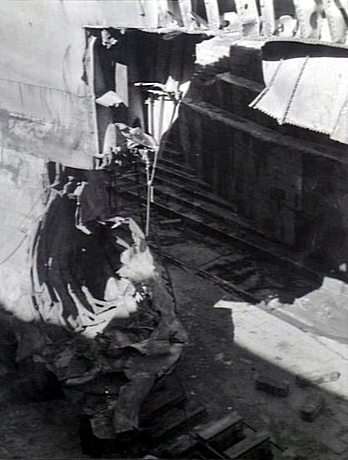
Chicago vào ụ tàu ở Australia để sửa chữa sau khi bị hư hại mũi tàu do trúng ngư lôi

Trong tháng 6 và tháng 7 năm 1942, Chicago tiếp tục hoạt động tại khu vực Tây Nam Thái Bình Dương. Trong các ngày 7 đến 9 tháng 8, nó hỗ trợ cho cuộc đổ bộ ban đầu lên Guadalcanal và các đảo khác thuộc quần đảo Solomon, bắt đầu cuộc phản công của quân Đồng Minh chống lại Nhật Bản. Ngày 9 tháng 8, nó tham gia Trận chiến đảo Savo. Ngay vào đầu trận đánh, một quả ngư lôi của tàu tuần dương đối phương đã đánh trúng và gây hư hại nhẹ cho mũi con tàu. Chicago nhanh chóng mất dấu đối phương và không còn đóng vai trò gì trong trận chiến nữa. Hoạt động của hạm trưởng Bode trong trận này bị nghi ngờ, và là đối tượng của một cuộc điều tra sau đó được Đô đốc Arthur Japy Hepburn xúc tiến. Cho dù bản kết quả điều tra không được dự định tuyên bố công khai, bản thân Bode biết được sự liên can và đã tự sát vào ngày 19 tháng 4 năm 1943, và chết một ngày sau đó.
Sau trận chiến đảo Savo, Chicago được sửa chữa tại Nouméa, rồi tại Sydney, và cuối cùng là ở San Francisco, nơi nó quay về vào ngày 13 tháng 10.

### Trận chiến đảo Rennell
Vào đầu tháng 1 năm 1943, Chicago rời San Francisco một lần nữa hướng đến khu vực chiến sự Nam Thái Bình Dương. Ngày 27 tháng 1, nó khởi hành từ Nouméa hộ tống một đoàn tàu vận tải tiếp tế cho Guadalcanal. Đêm 29 tháng 1, khi những con tàu tiến đến gần hòn đảo đang bị tranh chấp quyết liệt này, máy bay Nhật tấn công vào lực lượng, và Trận chiến đảo Rennell nổ ra. Trong cuộc tấn công, hai chiếc máy bay Nhật bị bắn cháy bừng đã soi rọi bóng chiếc Chicago, khiến nó trở thành mục tiêu của cuộc tấn công bằng ngư lôi tiếp theo; hai quả đánh trúng đã làm mất động lực con tàu và gây ngập nước nặng. Vào lúc cuộc tấn công kết thúc, công việc kiểm soát hư hỏng đã thành công khi độ nghiêng của Chicago đã dừng lại. Chiếc tàu tuần dương chị em Louisville đã tìm cách kéo con tàu bị hư hại bằng cáp, trước khi được thay phiên bởi chiếc Navajo vào sáng hôm sau. Tuy nhiên vào lúc xế trưa, lực lượng Nhật Bản lại mở cuộc tấn công, mà mặc dù bị thiệt hại nặng nề, vẫn tìm cách đánh trúng chiếc tàu tuần dương đã hư hại thêm bốn quả ngư lôi nữa, khiến nó chìm tại tọa độ 11°25′N 160°56′Đ / 11,417°N 160,933°Đ.

## Phần thưởng
Chicago được tặng thưởng 3 Ngôi sao Chiến trận do thành tích phục vụ trong Chiến tranh Thế giới thứ hai.
| Bronze star |                                         |
|             | Bronze star · Bronze star · Bronze star |

| Dãi băng Hoạt động Tác chiến  | Dãi băng Hoạt động Tác chiến                                            | Huân chương Phục vụ Phòng vệ Hoa Kỳ với 1 Ngôi sao Chiến trận           | Huân chương Phục vụ Phòng vệ Hoa Kỳ với 1 Ngôi sao Chiến trận |
| Huân chương Chiến dịch Hoa Kỳ | Huân chương Chiến dịch Châu Á-Thái Bình Dương với 3 Ngôi sao Chiến trận | Huân chương Chiến dịch Châu Á-Thái Bình Dương với 3 Ngôi sao Chiến trận | Huân chương Chiến thắng Thế Chiến II                          |